# Spenslig renlav
Spenslig renlav (Cladonia ciliata) är en lavart som beskrevs av Stirt. Spenslig renlav hör till renlavarna, som ingår i släktet Cladonia, och familjen Cladoniaceae.  Arten är reproducerande i Sverige. Inga underarter finns listade i Catalogue of Life.

## Källor

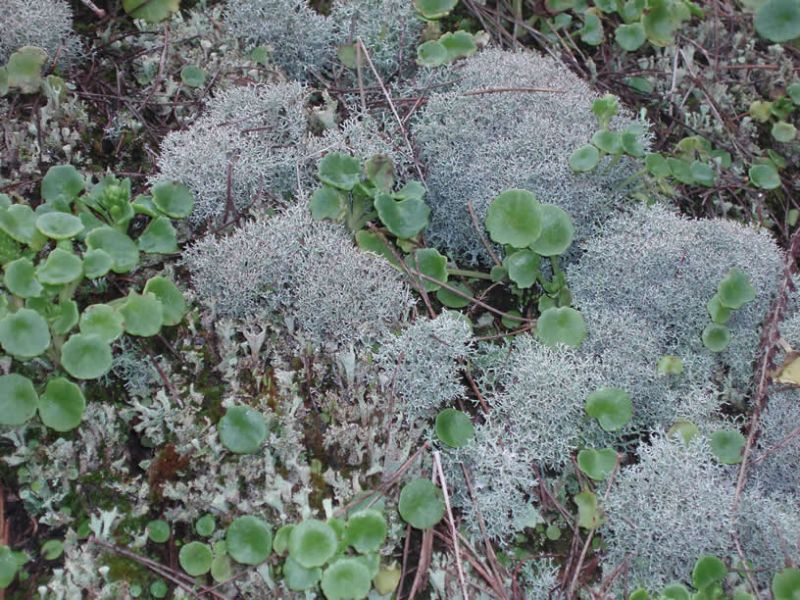
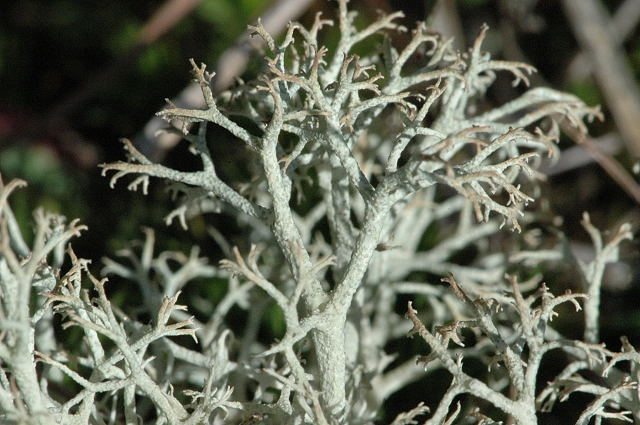
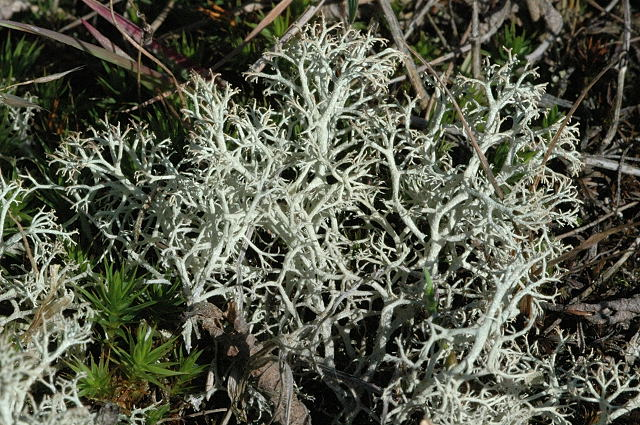